# Storklacken
Storklacken är ett naturreservat i Ånge kommun som bildades 2009. Reservatet består av en 64 hektar stor sammanhållen naturbarrskog på de två bergen Stor- och Lillklacken. På Storklackens topp finns en gammal brandvaktarstuga bevarad som idag används som raststuga för reservatets besökare.